# (991) McDonalda
(991) McDonalda est un astéroïde de la ceinture principale découvert le 24 octobre 1922 par l'astronome russo-américain Otto Struve.
Sa désignation provisoire était 1922 NB.
Il tient son nom de l'Observatoire McDonald, situé au Texas.